# Pierre-Olivier Beaulieu
Pour les articles homonymes, voir Beaulieu.
Pour les autres membres de la famille, voir Famille Leroy-Beaulieu.
Pierre-Olivier Beaulieu (né le 24 février 1984 à Saint-Pierre-les-Becquets, Québec au Canada) est un joueur professionnel canadien de hockey sur glace.

## Carrière de joueur
En 2000, il commence sa carrière avec le Rocket de Montréal dans la Ligue de hockey junior majeur du Québec. Jusqu'en 2004, il porte également les couleurs des Remparts de Québec, des Tigres de Victoriaville et des Mooseheads d'Halifax.
Il est choisi en 2002 au cours du repêchage d'entrée dans la Ligue nationale de hockey par les Red Wings de Détroit en 8e ronde, 260e choix au total. À ce jour, il n'a disputé aucun match dans la LNH.
En 2005, il commence sa carrière professionnelle avec les Falcons de Fresno de l'East Coast Hockey League.
Il quitte l'Amérique en 2008 pour rejoindre le ETC Crimmitschau - Die Eispiraten de la Bundesliga en Allemagne. Il passe ensuite une saison au Japon, avec les Nippon Paper Cranes de la Asia League.
Il commence la saison 2010-2011 avec les Jackalopes d'Odessa de la Ligue centrale de hockey
, puis il est échangé au Prairie Thunder de Bloomington. Le 13 janvier 2011, il signe avec le Caron et Guay de Trois-Rivières de la Ligue nord-américaine de hockey.
Le 5 août 2013 il signe une prolongation de contrat avec l'équipe qui porte désormais le nom du Viking de Trois-Rivières.

## Statistiques
| Saison    | Équipe                                       | Ligue         |    | Saison régulière | Saison régulière | Saison régulière | Saison régulière | Saison régulière |   | Séries éliminatoires | Séries éliminatoires | Séries éliminatoires | Séries éliminatoires | Séries éliminatoires |
| Saison    | Équipe                                       | Ligue         | PJ | B                | A                | Pts              | Pun              | PJ               | B | A                    | Pts                  | Pun                  |                      |                      |
| 2000-2001 | Rocket de Montréal                           | LHJMQ         | 61 | 3                | 8                | 11               | 31               | -                | - | -                    | -                    | -                    |                      |                      |
| 2001-2002 | Rocket de Montréal                           | LHJMQ         | 31 | 4                | 3                | 7                | 21               | -                | - | -                    | -                    | -                    |                      |                      |
| 2001-2002 | Remparts de Québec                           | LHJMQ         | 31 | 0                | 4                | 4                | 44               | 9                | 0 | 0                    | 0                    | 6                    |                      |                      |
| 2002-2003 | Remparts de Québec                           | LHJMQ         | 20 | 3                | 2                | 5                | 29               | -                | - | -                    | -                    | -                    |                      |                      |
| 2002-2003 | Tigres de Victoriaville                      | LHJMQ         | 22 | 0                | 5                | 5                | 12               | 3                | 0 | 0                    | 0                    | 6                    |                      |                      |
| 2003-2004 | Tigres de Victoriaville                      | LHJMQ         | 30 | 1                | 6                | 7                | 37               | -                | - | -                    | -                    | -                    |                      |                      |
| 2003-2004 | Mooseheads d'Halifax                         | LHJMQ         | 32 | 3                | 12               | 15               | 40               | -                | - | -                    | -                    | -                    |                      |                      |
| 2004-2005 | Mooseheads d'Halifax                         | LHJMQ         | 69 | 4                | 18               | 22               | 72               | 13               | 0 | 5                    | 5                    | 30                   |                      |                      |
| 2005-2006 | Falcons de Fresno                            | ECHL          | 72 | 4                | 10               | 14               | 67               | 6                | 0 | 0                    | 0                    | 4                    |                      |                      |
| 2006-2007 | Falcons de Fresno                            | ECHL          | 71 | 5                | 10               | 15               | 80               | 6                | 0 | 1                    | 1                    | 4                    |                      |                      |
| 2007-2008 | Falcons de Fresno                            | ECHL          | 72 | 13               | 18               | 31               | 50               | 6                | 0 | 2                    | 2                    | 0                    |                      |                      |
| 2008-2009 | ETC Crimmitschau - Die Eispiraten            | 2. Bundesliga | 47 | 6                | 14               | 20               | 67               | -                | - | -                    | -                    | -                    |                      |                      |
| 2009-2010 | Nippon Paper Cranes                          | Asia League   | 31 | 4                | 10               | 14               | 30               | 9                | 2 | 5                    | 7                    | 8                    |                      |                      |
| 2010-2011 | Jackalopes d'Odessa                          | LCH           | 17 | 1                | 4                | 5                | 14               | -                | - | -                    | -                    | -                    |                      |                      |
| 2010-2011 | Prairie Thunder de Bloomington               | LCH           | 13 | 0                | 3                | 3                | 22               | -                | - | -                    | -                    | -                    |                      |                      |
| 2010-2011 | Caron et Guay de Trois-Rivières              | LNAH          | 15 | 1                | 7                | 8                | 9                | 5                | 1 | 0                    | 1                    | 6                    |                      |                      |
| 2011-2012 | Caron et Guay de Trois-Rivières              | LNAH          | 41 | 14               | 33               | 47               | 22               | 6                | 2 | 5                    | 7                    | 6                    |                      |                      |
| 2012-2013 | Caron et Guay de Trois-Rivières              | LNAH          | 30 | 8                | 16               | 24               | 14               | 10               | 1 | 5                    | 6                    | 12                   |                      |                      |
| 2013-2014 | Viking de Trois-Rivières                     | LNAH          | 39 | 6                | 25               | 31               | 62               | 12               | 3 | 8                    | 11                   | 16                   |                      |                      |
| 2014-2015 | Blizzard Cloutier Nord-Sud de Trois-Rivières | LNAH          | 40 | 8                | 9                | 27               | 46               | 14               | 6 | 4                    | 10                   | 26                   |                      |                      |
| 2015-2016 | Blizzard Cloutier Nord-Sud de Trois-Rivières | LNAH          | 28 | 6                | 16               | 22               | 34               | 7                | 3 | 3                    | 6                    | 6                    |                      |                      |
| 2016-2017 | Blizzard Cloutier Nord-Sud de Trois-Rivières | LNAH          | 31 | 7                | 18               | 25               | 48               | -                | - | -                    | -                    | -                    |                      |                      |
| 2017-2018 | Draveurs de Trois-Rivières                   | LNAH          | 24 | 4                | 6                | 10               | 28               | 4                | 0 | 2                    | 2                    | 6                    |                      |                      |
| 2018-2019 | Assurancia de Thetford                       | LNAH          | 4  | 0                | 0                | 0                | 0                | 11               | 1 | 4                    | 5                    | 12                   |                      |                      |

## Trophées et honneurs personnels
- 2011-2012 : remporte le Trophée Éric Messier remis au meilleur défenseur et élu dans l'équipe d'étoiles.